# Віктор Сікора
Віктор Сікора (нід. Victor Sikora, нар. 11 квітня 1978, Девентер) — нідерландський футболіст польського походження, що грав на позиції нападника.
Виступав, зокрема, за «Аякс», а також національну збірну Нідерландів.

## Клубна кар'єра
У дорослому футболі дебютував 1994 року виступами за команду «Гоу Егед Іглз», в якій провів п'ять сезонів, взявши участь у 107 матчах чемпіонату. Більшість часу, проведеного у складі «Гоу Егед Іглз», був основним гравцем атакувальної ланки команди. Згодом з 1999 по 2002 рік грав у складі «Вітесса».
Влітку 2002 року за 4,5 млн євро перейшов у столичний «Аякс». Дебютував у новій команді 2 серпня 2002 року в матчі з англійським «Манчестер Юнайтед» (2:1) у рамках Амстердамського турніру. Через дев'ять днів він виграв із клубом Суперкубок Нідерландів, перемігши ПСВ з Ейндговена з рахунком 3:1. У чемпіонаті за «червоно-білих» він вперше зіграв 18 серпня проти «Утрехта», а перші голи забив 29 травня 2003 року у ворота «Геренвена», оформивши дубль у заключному турі чемпіонату. В «Аяксі» Сікора виступав протягом двох сезонів, вигравши титул чемпіона Нідерландів у сезоні 2003/04 .
Незважаючи на успіхи з «Аяксом», керівництво клубу вирішило віддати Сікору в оренду, щоб дати йому більше основного ігрового часу. Його перша оренда була в «Геренвен», яка підписала з ним однорічну орендну угоду. За «Геренвен» він провів лише 19 матчів і забив один гол у сезоні 2004/05 років. Після п'ятого місця в турнірній таблиці та повернення до «Аякса» Сікора був відправлений в оренду на наступний сезон у «НАК Бреда», де провів лише 13 матчів у чемпіонаті, у яких не забив жодного гола. Незважаючи на те, що під час оренди Сікора не зміг зарекомендувати себе як основний гравець, після закінчення сезону він підписав постійну угоду і провів у команді ще два роки.
У другій половині 2008 року провів 6 матчів у складі американського клубу MLS «Даллас», після чого у у лютому 2009 року перейшов до австралійського клубу «Перт Глорі». У перші роки стабільно виходив на поле, але після того, як через травми зіграв лише один матч у сезонах 2010/11 і 2011/12, Сікора оголосив про завершення кар'єри в середині 2012 року.

## Виступи за збірні
Свій перший міжнародний досвід Сікора отримав у 1990-х роках, коли зі збірною Нідерландів U-16 брав участь у кваліфікації до юнацького чемпіонату Європи, дебютувавши 8 березня 1994 року у матчі проти Англії (0:1). Згодом грав за збірні до 18 та 19 років.
У 1998—2000 роках залучався до складу молодіжної збірної Нідерландів, з якою був учасником молодіжного чемпіонату Європи 2000 року, де нідерландці не вийшли з групи. Всього за молодіжку провів 13 матчів і забив 1 гол.
28 лютого 2001 року дебютував в офіційних матчах у складі національної збірної Нідерландів в товариській грі проти Туреччини (0:0), а останній матч провів 19 травня 2002 року проти Сполучених Штатів (2:0).
Загалом протягом кар'єри в національній команді, яка тривала 2 роки, провів у її формі 6 матчів.

## Досягнення
- Чемпіон Нідерландів: 2003/04
- Володар Суперкубка Нідерландів: 2002